# Historische Geologie

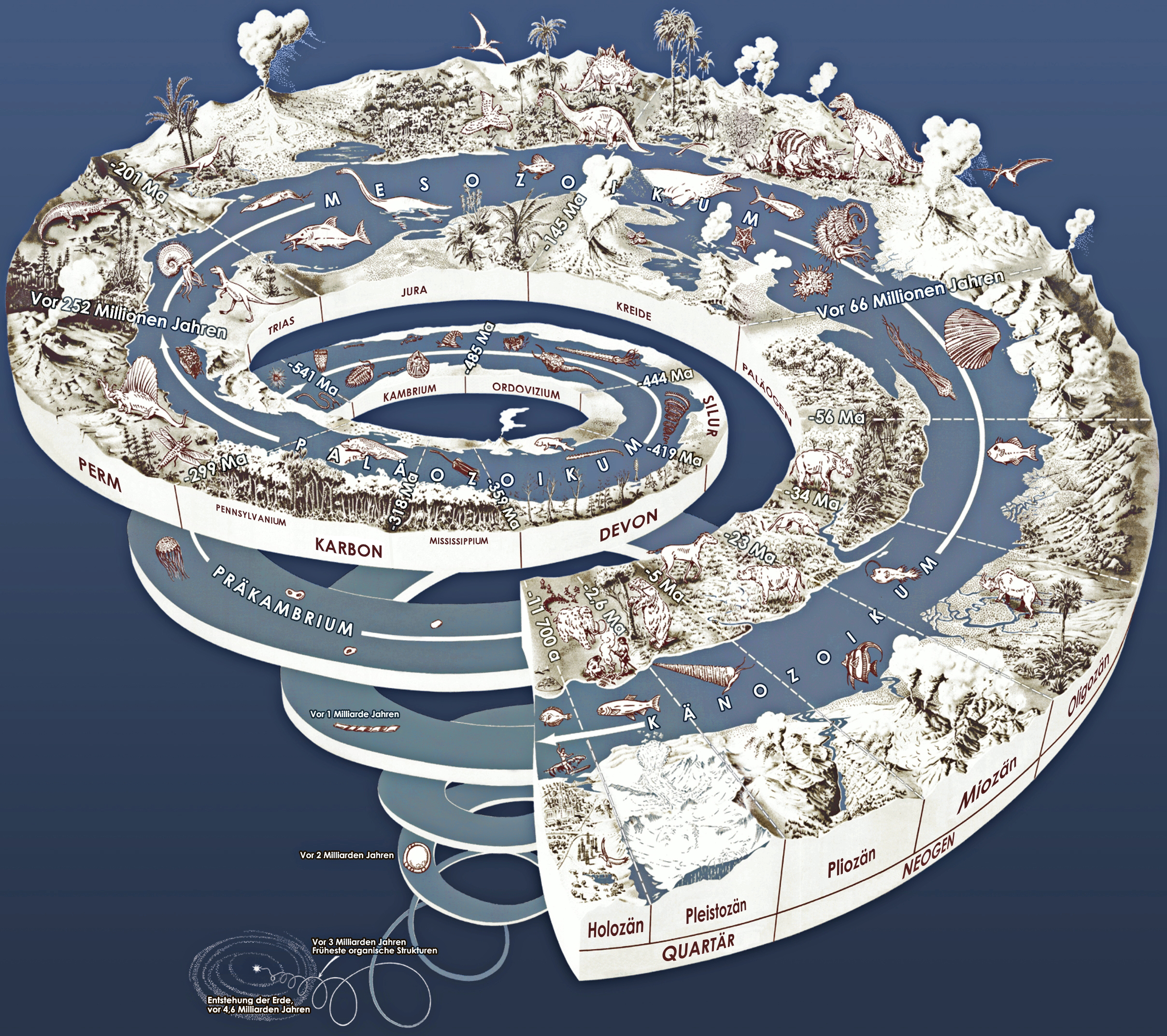
Stark vereinfachte grafische Darstellung der Geschichte der Erde und des Lebens

Die historische Geologie ist ein Teilgebiet der Geologie. Ihr Forschungs- und Lehrgegenstand ist die Erdgeschichte, das heißt, der Zeitraum von der Entstehung der Erde bis zur (geologischen) Gegenwart.
Im Gegensatz zur historischen Geologie befasst sich die Geschichte der Geologie mit der Entwicklung ebendieser Naturwissenschaft.

## Grundlagen
Die wichtigsten Zeugnisse der geologischen Vergangenheit sind Gesteine. Besondere Bedeutung für die Rekonstruktion der Erdgeschichte besitzen die Beschaffenheit der Gesteinskörper (Lithofazies) sowie, nur bei Sedimentgesteinen, die in ihnen eingeschlossenen Fossilien (Biofazies). Das Gesamtbild ergibt sich aus den räumlichen Beziehungen der Gesteinskörper zueinander, die nicht zuletzt auch Rückschlüsse auf die zeitliche Abfolge ihrer Entstehung zulassen. Beispielsweise liegen bei einem Schichtenstapel von Sedimentgesteinen im Idealfall die ältesten Schichten ganz unten und die jüngsten Schichten ganz oben. Die geologische Disziplin, die sich mit den zeitlichen Beziehungen der Gesteinskörper beschäftigt, ist die Stratigraphie. Während die Stratigraphie ursprünglich nur eine relative Altersbestimmung (Datierung), vor allem auch mithilfe von Fossilien (siehe → Biostratigraphie), erlaubte, ist mit den modernen Methoden der Geochronologie auch die absolute Datierung von Gesteinskörpern auf ein numerisches Alter möglich. Die absolute Datierung erfolgt vor allem mithilfe radiometrischer Messungen in entsprechend geeigneten Gesteinen, vor allem in magmatischen Gesteinen bzw. in Sedimenten primär magmatischen Ursprunges.
Die zahlreichen und stetig anwachsenden Erkenntnisse der verschiedenen Zweige der stratigraphischen Forschung, vor allem jedoch der Biostratigraphie und Geochronologie, fließen in die aktuelle geologische Zeitskala ein (siehe auch unten). Die flächendeckende Ermittlung des tektonischen Baus der Erdkruste, der Magnetisierung von Gesteinen, vor allem auch der ozeanischen Erdkruste, sowie der geographischen Verbreitung bestimmter Fossilien in gleich alten Sedimentgesteinen ermöglichen zudem die Rekonstruktion der Bewegung der tektonischen Platten in der Vergangenheit.

## Die geologische Zeit
Die Erdgeschichte umfasst nach menschlichen Maßstäben unvorstellbar lange Zeiträume, die in Jahrmillionen (Ma; auch mya, englisch million years ago, ‚Millionen Jahre vor heute‘ – das genaue aktuelle Datum jedweder von Menschen genutzter Kalendersysteme spielt in solchen Zeiträumen keine Rolle) oder sogar in Jahrmilliarden (Ga bzw. gya) angegeben werden. Schon in einer relativ frühen Entwicklungsphase der modernen Geologie versuchten Geologen, noch ohne Kenntnis der tatsächlichen Dimensionen der geologischen Zeit, die Gesteinsüberlieferung systematisch zu gliedern und sowohl in eine zeitliche Reihenfolge zu bringen als auch sie hierarchisch zu ordnen. Aus diesen frühen Versuchen, die meist einen starken regionalen Bezug hatten, entstand schließlich die moderne, globale Geologische Zeitskala (für näheres zur Systematik, Methodik und Historie siehe dort).
|                                           | Äonothem                                 | Ärathem                                             | System        | Alter (mya) |
| ----------------------------------------- | ---------------------------------------- | --------------------------------------------------- | ------------- | ----------- |
|                                           | P h a n e r o z o i k u m Dauer: 541 Ma  | Känozoikum Erdneuzeit Dauer: 66 Ma                  | Quartär       | 0 ⬍ 2,588   |
| Neogen                                    | P h a n e r o z o i k u m Dauer: 541 Ma  | Känozoikum Erdneuzeit Dauer: 66 Ma                  | 2,588 ⬍ 23,03 |             |
| Paläogen                                  | P h a n e r o z o i k u m Dauer: 541 Ma  | Känozoikum Erdneuzeit Dauer: 66 Ma                  | 23,03 ⬍ 66    |             |
| Mesozoikum Erdmittelalter Dauer: 186,2 Ma | P h a n e r o z o i k u m Dauer: 541 Ma  | Kreide                                              | 66 ⬍ 145      |             |
| Mesozoikum Erdmittelalter Dauer: 186,2 Ma | P h a n e r o z o i k u m Dauer: 541 Ma  | Jura                                                | 145 ⬍ 201,3   |             |
| Mesozoikum Erdmittelalter Dauer: 186,2 Ma | P h a n e r o z o i k u m Dauer: 541 Ma  | Trias                                               | 201,3 ⬍ 251,9 |             |
| Paläozoikum Erdaltertum Dauer: 288,8 Ma   | P h a n e r o z o i k u m Dauer: 541 Ma  | Perm                                                | 251,9 ⬍ 298,9 |             |
| Paläozoikum Erdaltertum Dauer: 288,8 Ma   | P h a n e r o z o i k u m Dauer: 541 Ma  | Karbon                                              | 298,9 ⬍ 358,9 |             |
| Paläozoikum Erdaltertum Dauer: 288,8 Ma   | P h a n e r o z o i k u m Dauer: 541 Ma  | Devon                                               | 358,9 ⬍ 419,2 |             |
| Paläozoikum Erdaltertum Dauer: 288,8 Ma   | P h a n e r o z o i k u m Dauer: 541 Ma  | Silur                                               | 419,2 ⬍ 443,4 |             |
| Paläozoikum Erdaltertum Dauer: 288,8 Ma   | P h a n e r o z o i k u m Dauer: 541 Ma  | Ordovizium                                          | 443,4 ⬍ 485,4 |             |
| Paläozoikum Erdaltertum Dauer: 288,8 Ma   | P h a n e r o z o i k u m Dauer: 541 Ma  | Kambrium                                            | 485,4 ⬍ 541   |             |
| P r ä k a m b r i u m Dauer: 4059 Ma      | P r o t e r o z o i k u m Dauer: 1959 Ma | Neoproterozoikum Jungproterozoikum Dauer: 459 Ma    | Ediacarium    | 541 ⬍ 635   |
| P r ä k a m b r i u m Dauer: 4059 Ma      | P r o t e r o z o i k u m Dauer: 1959 Ma | Neoproterozoikum Jungproterozoikum Dauer: 459 Ma    | Cryogenium    | 635 ⬍ 720   |
| P r ä k a m b r i u m Dauer: 4059 Ma      | P r o t e r o z o i k u m Dauer: 1959 Ma | Neoproterozoikum Jungproterozoikum Dauer: 459 Ma    | Tonium        | 720 ⬍ 1000  |
| P r ä k a m b r i u m Dauer: 4059 Ma      | P r o t e r o z o i k u m Dauer: 1959 Ma | Mesoproterozoikum Mittelproterozoikum Dauer: 600 Ma | Stenium       | 1000 ⬍ 1200 |
| P r ä k a m b r i u m Dauer: 4059 Ma      | P r o t e r o z o i k u m Dauer: 1959 Ma | Mesoproterozoikum Mittelproterozoikum Dauer: 600 Ma | Ectasium      | 1200 ⬍ 1400 |
| P r ä k a m b r i u m Dauer: 4059 Ma      | P r o t e r o z o i k u m Dauer: 1959 Ma | Mesoproterozoikum Mittelproterozoikum Dauer: 600 Ma | Calymmium     | 1400 ⬍ 1600 |
| P r ä k a m b r i u m Dauer: 4059 Ma      | P r o t e r o z o i k u m Dauer: 1959 Ma | Paläoproterozoikum Altproterozoikum Dauer: 900 Ma   | Statherium    | 1600 ⬍ 1800 |
| P r ä k a m b r i u m Dauer: 4059 Ma      | P r o t e r o z o i k u m Dauer: 1959 Ma | Paläoproterozoikum Altproterozoikum Dauer: 900 Ma   | Orosirium     | 1800 ⬍ 2050 |
| P r ä k a m b r i u m Dauer: 4059 Ma      | P r o t e r o z o i k u m Dauer: 1959 Ma | Paläoproterozoikum Altproterozoikum Dauer: 900 Ma   | Rhyacium      | 2050 ⬍ 2300 |
| P r ä k a m b r i u m Dauer: 4059 Ma      | P r o t e r o z o i k u m Dauer: 1959 Ma | Paläoproterozoikum Altproterozoikum Dauer: 900 Ma   | Siderium      | 2300 ⬍ 2500 |
| P r ä k a m b r i u m Dauer: 4059 Ma      | A r c h a i k u m Dauer: 1500 Ma         | Neoarchaikum Dauer: 300 Ma                          |               | 2500 ⬍ 2800 |
| P r ä k a m b r i u m Dauer: 4059 Ma      | A r c h a i k u m Dauer: 1500 Ma         | Mesoarchaikum Dauer: 400 Ma                         |               | 2800 ⬍ 3200 |
| P r ä k a m b r i u m Dauer: 4059 Ma      | A r c h a i k u m Dauer: 1500 Ma         | Paläoarchaikum Dauer: 400 Ma                        |               | 3200 ⬍ 3600 |
| P r ä k a m b r i u m Dauer: 4059 Ma      | A r c h a i k u m Dauer: 1500 Ma         | Eoarchaikum Dauer: 400 Ma                           |               | 3600 ⬍ 4000 |
| P r ä k a m b r i u m Dauer: 4059 Ma      | H a d a i k u m Dauer: 600 Ma            |                                                     |               | 4000 ⬍ 4600 |

| Ärathem | System     | Beginn (mya) | Orogenese                              |
| --- | ---------- | ------------ | -------------------------------------- |
| Känozoikum Erdneuzeit Dauer: 66 Ma | Quartär    | 2,588        | alpidische Orogenese                   |
| Känozoikum Erdneuzeit Dauer: 66 Ma | Neogen     | 23,03        | alpidische Orogenese                   |
| Känozoikum Erdneuzeit Dauer: 66 Ma | Paläogen   | 66           | alpidische Orogenese                   |
| Mesozoikum Erdmittelalter Dauer: 186,2 Ma | Kreide     | 145          | alpidische Orogenese                   |
| Mesozoikum Erdmittelalter Dauer: 186,2 Ma | Jura       | 201,3        | alpidische Orogenese                   |
| Mesozoikum Erdmittelalter Dauer: 186,2 Ma | Trias      | 251,9        | variszische Orogenese                  |
| Paläozoikum Erdfrühzeit Dauer: 288,8 Ma | Perm       | 298,9        | variszische Orogenese                  |
| Paläozoikum Erdfrühzeit Dauer: 288,8 Ma | Karbon     | 358,9        | variszische Orogenese                  |
| Paläozoikum Erdfrühzeit Dauer: 288,8 Ma | Devon      | 419,2        | variszische Orogenese                  |
| Paläozoikum Erdfrühzeit Dauer: 288,8 Ma | Silur      | 443,4        | kaledonische Orogenese                 |
| Paläozoikum Erdfrühzeit Dauer: 288,8 Ma | Ordovizium | 485,4        | kaledonische Orogenese                 |
| Paläozoikum Erdfrühzeit Dauer: 288,8 Ma | Kambrium   | 541          | cadomische Orogenese                   |
| Neoproterozoikum Jungproterozoikum Dauer: 459 Ma | Ediacarium | 635          | cadomische Orogenese                   |
| Neoproterozoikum Jungproterozoikum Dauer: 459 Ma | Cryogenium | 720          | diverse präkambrische Gebirgsbildungen |
| Neoproterozoikum Jungproterozoikum Dauer: 459 Ma | Tonium     | 1000         | diverse präkambrische Gebirgsbildungen |
| Mesoproterozoikum Mittelproterozoikum Dauer: 600 Ma | Stenium    | 1200         | diverse präkambrische Gebirgsbildungen |
| Mesoproterozoikum Mittelproterozoikum Dauer: 600 Ma | Ectasium   | 1400         | diverse präkambrische Gebirgsbildungen |
| Mesoproterozoikum Mittelproterozoikum Dauer: 600 Ma | Calymmium  | 1600         | diverse präkambrische Gebirgsbildungen |
| Paläoproterozoikum Altproterozoikum Dauer: 900 Ma | Statherium | 1800         | diverse präkambrische Gebirgsbildungen |
| Paläoproterozoikum Altproterozoikum Dauer: 900 Ma | Orosirium  | 2050         | diverse präkambrische Gebirgsbildungen |
| Paläoproterozoikum Altproterozoikum Dauer: 900 Ma | Rhyacium   | 2300         | diverse präkambrische Gebirgsbildungen |
| Paläoproterozoikum Altproterozoikum Dauer: 900 Ma | Siderium   | 2500         | diverse präkambrische Gebirgsbildungen |
| Neoarchaikum Dauer: 300 Ma |            | 2800         | diverse präkambrische Gebirgsbildungen |
| Mesoarchaikum Dauer: 400 Ma |            | 3200         | diverse präkambrische Gebirgsbildungen |
| Paläoarchaikum Dauer: 400 Ma |            | 3600         | diverse präkambrische Gebirgsbildungen |
| Eoarchaikum Dauer: 400 Ma |            | 4000         | diverse präkambrische Gebirgsbildungen |
| Hadaikum Dauer: 600 Ma |            | 4600         | diverse präkambrische Gebirgsbildungen |
| Es ist zu beachten, dass diese Tabelle nur einen groben Überblick geben soll. Angaben in der Fachliteratur zu Beginn und Ende einer bestimmten Orogenese können von denen in der Tabelle abweichen, u. a. weil je nach Region und Autor unterschiedliche Konzepte und Definitionen existieren. |            |              |                                        |

Für einen relativ detaillierten Überblick über die Erdgeschichte siehe → Chronologie der Erdgeschichte.